# Brienzwiler
Brienzwiler é uma comuna da Suíça, no Cantão Berna, com cerca de 580 habitantes. Estende-se por uma área de 17,66 km², de densidade populacional de 33 hab/km². Confina com as seguintes comunas: Brienz, Grindelwald, Hofstetten bei Brienz, Lungern (OW), Meiringen.
A língua oficial nesta comuna é o Alemão.